# Félix Édouard Guérin-Méneville

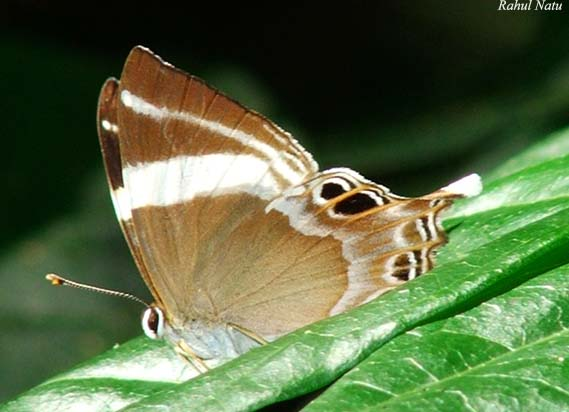
Abisara neophron, mariposa descripta por Guérin-Méneville en 1847.

Félix Édouard Guérin-Méneville (Tolón, 12 de octubre de 1799 - París, 26 de enero de 1874) fue un entomólogo francés.
Guérin-Méneville fue autor de la obra ilustrada Iconographie du Regne Animal de G. Cuvier 1829-1844, un complemento a la obra de Georges Cuvier y de Pierre André Latreille, que carecía de ilustraciones. Fue elegido presidente de la Société entomologique de France por el año 1846.
En 1849, observa en enfermedades la presencia de corpúsculos que Emilio Cornalia estudiría luego en (1856) y que llamaría «corpúsculos de Cornalia».

## Abreviatura (zoología)
La abreviatura Guérin-Méneville  se emplea para indicar a Félix Édouard Guérin-Méneville como autoridad en la descripción y taxonomía en zoología.